# Aaron Geramipoor
Aaron Geramipoor (in persiano آرون گرامی‌پور‎; Stockport, 11 settembre 1992) è un cestista britannico con cittadinanza iraniana.

## Carriera
Con l'Iran ha disputato i Campionati mondiali del 2019 e i Giochi olimpici di Tokyo 2020.